# Episinus pyrus
Episinus pyrus là một loài nhện trong họ Theridiidae.
Loài này thuộc chi Episinus. Episinus pyrus được Herbert Walter Levi miêu tả năm 1964.